# 笑福亭松喬 (6代目)
6代目 笑福亭 松喬（しょうふくてい しょきょう、1951年2月10日 - 2013年7月30日）は、兵庫県小野市出身の落語家。本名∶高田 敏信。血液型はAB型。所属事務所は松竹芸能。上方落語協会会員。出囃子は「高砂丹前」。

## 来歴
実家は理髪店。12歳で父親と死別する。父親からは神戸松竹座に何度も連れられた。父親不在のため高校進学を断念、神戸市内の理髪店で働いた。就職後も寄席通いを続けていた。そんなときに見た6代目笑福亭松鶴の「相撲場風景」に「これなら自分でも出来る」と考える。6代目松鶴のもとに自作の落語（自身が落語家に入門を申し込むストーリー）を送りつけ、その後6代目松鶴の自宅や道頓堀角座の楽屋を訪問して弟子入りを許される。入門に際しては、実家の理髪店を継ぐことを望んだ母親から反対されるが、説得して同意を得た。正式な入門日は1969年1月18日であった。高座名は笑福亭鶴三（しょうふくてい かくざ、この名跡は2代目にあたり、初代は6代目松鶴が4代目笑福亭枝鶴を名乗っていた時代に弟子入りした人物が名乗っていた。後に廃業）。
兄弟子の笑福亭鶴光によると、入門時点で自動車運転免許を所持していたことから、それまでの鶴光に代わって6代目松鶴の自動車の運転を務めることになった。噺の覚えの悪さや訛り（播州弁）から、6代目松鶴からは稽古のたびごとに罵言混じりの叱責を受けた。下積み時代はクラブでのアルバイトに明け暮れた。
1983年7月1日、最初の独演会を朝日生命ホールで開催。その口上で6代目松鶴は涙を交えて「鶴三の初めての独演会、私にとってもこれほど嬉しいことはこざいません。これを機会に笑福亭松喬を、私はどうしても継いで欲しいと思っています」と述べる。この発言は鶴三への事前の相談はなく、本人も松喬という高座名を全く知らなかった。
1986年9月に師匠の6代目松鶴が死去したあとに襲名の運びとなり、1987年1月21日、道頓堀にオープンした浪花座のこけら落としの一つとして襲名特別興行がおこなわれた（1月23日まで）。関西での襲名興行は、1973年10月の2代目桂枝雀・4代目桂福團治・5代目笑福亭枝鶴の同時襲名以来13年ぶりであった。この興行では、古今亭志ん朝が初めて大阪での襲名披露口上に参加している。
1987年9月、5代目枝鶴が「六代目笑福亭松鶴追善特別興行」の初日に失踪した際には、劇場前の振る舞い酒で司会中だったところに代演を頼まれ、枝鶴が演じる予定だった『鴻池の犬』や『らくだ』を口演した。
1996年、入門が同期の柳家小里ん、6代目古今亭志ん橋と共に「東西三人会」を結成。2011年12月の会で44回を数えた。
2005年7月1日 日本語を学ぶ中国人学生向けに、中国にある北京日本学研究センター、北京第二外国語学院、北京語言大学の3会場で一門会を開催した。
2010年12月23日 東京・新橋演舞場で「東京電力 presents 松竹芸能特選落語 笑福亭松喬還暦落語会」を開催した。
2011年12月に末期の肝臓癌であることを告知される。抗がん剤と放射線の治療を受け、入退院の間に公演や弟子の指導を続けていた。
2013年7月30日午後4時30分、肝臓癌のため大阪市西区の病院で死去。62歳没。死去する9日前の7月21日には阿倍野区民センターにて独演会（『笑福亭松喬独演会 松喬十六夜 第四夜』）の興行が予定されていたが、体調不良のために休演となっていた。戒名は「笑福院信道松喬居士」。

## 人物
落語以外に、噺家修業や人間関係をテーマにした講演会を行ったり、役者としても活動していた。
私生活では釣り好きであり、蕎麦打ちや陶芸など、多彩な趣味を持っていた。落語界きっての食通を自認、好物は鯨ベーコン。
息子（高田健太）は高校生の頃から起業家を志していたため、落語界には進まず、大学からの卒業後に丸紅へ勤務。自身の希望によるミャンマーへの赴任をきっかけに独立すると、2019年10月から、電子商取引モールと自転車による戸別配達を組み合わせた「Hi-So（ハイソー）」というサービスを現地で展開している。

## 賞歴
- 1987年：「第12回上方お笑い大賞」銀賞
- 1988年 - 「咲くやこの花賞」大衆芸能部門[18]。
- 1989年：大阪府民劇場奨励賞
- 1996年 - 「文化庁芸術祭賞」（「らくだ」）
- 2007年 - 文化庁芸術祭大衆芸能部門「芸術祭大賞」（「百年目」）

## 音源

### CD
- 『笑福亭松喬 落語全集1』（全7集）インディーズ盤

『牛ほめ』『手洗い水廻し』『花筏』『関所板』『一人酒盛り』『首提灯』『高津の富』『佐々木裁き』『持参金』『天神山』『犬の目』『へっつい幽霊』『胴きり』『七度狐』を収録。
- 『笑福亭松喬 落語全集2』（全10集）インディーズ盤

『天王寺詣り』『帯久』『寄合酒』『饅頭こわい』『ざこ八』『崇徳院』『二人癖』『らくだ』『おごろもち盗人』『寝床』『次の御用日』『あんま炬燵』『親子酒』『米揚げ笊』『百年目』『質屋蔵』『三十石船』『住吉駕籠』『貧乏花見』を収録。
- 『松喬手作りCD』インディーズ盤
- 『上方落語名人選 笑福亭鶴光 笑福亭松喬 - 珍品抱腹上方お色け噺 -』

1987年セルシーホールでの『尻餅』を収録。
- 『6代目 笑福亭松喬 上方落語集』

2008年8月、CD10枚組
- 『六代目 笑福亭松喬 上方落語名演集』

2009年8月、CD10枚組

### DVD
- 『平成紅梅亭 特選落語会 饗宴!夢の前夜祭』ポニーキャニオン - よみうりテレビ開局45周年と同局の落語番組『平成紅梅亭』の放送50回を記念し、2003年に2日間にわたり行われた大阪サンケイホールでの落語会を収録したもの。松喬の演目は5月2日の『禁酒関所』。
- 『笑福亭松喬ひとり舞台ファイナル』日本コロムビア -  2011年12月、6夜連続で行った「松喬ひとり舞台ファイナル」のすべての高座を収録。6枚組。『はてなの茶碗』『質屋蔵』『天王寺詣り』『三十石船』『花筏』『百年目』『首提灯』『帯久』『二人癖』『らくだ』『へっつい幽霊』『ねずみ穴』。特典映像「笑福亭松喬ひとり舞台 インタビュー」。

### 著書
- 『おやっさん - 師匠松鶴と私』うなぎ書房、2011年7月 ISBN 9784901174299

## 弟子
- 7代目笑福亭松喬
- 笑福亭遊喬
- 笑福亭生喬
- 笑福亭喬楽
- 笑福亭右喬
- 笑福亭風喬

### 廃業
- 笑福亭喬次郎

### 系図
| 6代目笑福亭松喬† | 6代目笑福亭松喬† | 6代目笑福亭松喬† | 6代目笑福亭松喬† | 6代目笑福亭松喬† | 6代目笑福亭松喬† |  |  | 7代目笑福亭松喬 | 7代目笑福亭松喬 | 7代目笑福亭松喬 | 7代目笑福亭松喬 | 7代目笑福亭松喬 | 7代目笑福亭松喬 |  |  | 笑福亭喬若 | 笑福亭喬若 | 笑福亭喬若 | 笑福亭喬若 | 笑福亭喬若 | 笑福亭喬若 |  |  |            |            |            |            |            |            |
| 6代目笑福亭松喬† | 6代目笑福亭松喬† | 6代目笑福亭松喬† | 6代目笑福亭松喬† | 6代目笑福亭松喬† | 6代目笑福亭松喬† |  |  | 7代目笑福亭松喬 | 7代目笑福亭松喬 | 7代目笑福亭松喬 | 7代目笑福亭松喬 | 7代目笑福亭松喬 | 7代目笑福亭松喬 |  |  | 笑福亭喬若 | 笑福亭喬若 | 笑福亭喬若 | 笑福亭喬若 | 笑福亭喬若 | 笑福亭喬若 |  |  |            |            |            |            |            |            |
|                  |                  |                  |                  |                  |                  |  |  |                 |                 |                 |                 |                 |                 |  |  | 笑福亭喬介 | 笑福亭喬介 | 笑福亭喬介 | 笑福亭喬介 | 笑福亭喬介 | 笑福亭喬介 |  |  | 笑福亭喬明 | 笑福亭喬明 | 笑福亭喬明 | 笑福亭喬明 | 笑福亭喬明 | 笑福亭喬明 |
|                  |                  |                  |                  |                  |                  |  |  |                 |                 |                 |                 |                 |                 |  |  | 笑福亭喬介 | 笑福亭喬介 | 笑福亭喬介 | 笑福亭喬介 | 笑福亭喬介 | 笑福亭喬介 |  |  | 笑福亭喬明 | 笑福亭喬明 | 笑福亭喬明 | 笑福亭喬明 | 笑福亭喬明 | 笑福亭喬明 |
|                  |                  |                  |                  |                  |                  |  |  |                 |                 |                 |                 |                 |                 |  |  | 笑福亭喬龍 |            |            |            |            |            |  |  |            |            |            |            |            |            |
|                  |                  |                  |                  |                  |                  |  |  |                 |                 |                 |                 |                 |                 |  |  |            |            |            |            |            |            |  |  |            |            |            |            |            |            |
|                  |                  |                  |                  |                  |                  |  |  |                 |                 |                 |                 |                 |                 |  |  | 笑福亭喬路 |            |            |            |            |            |  |  |            |            |            |            |            |            |
|                  |                  |                  |                  |                  |                  |  |  |                 |                 |                 |                 |                 |                 |  |  |            |            |            |            |            |            |  |  |            |            |            |            |            |            |
|                  |                  |                  |                  |                  |                  |  |  | 笑福亭遊喬      |                 |                 |                 |                 |                 |  |  |            |            |            |            |            |            |  |  |            |            |            |            |            |            |
|                  |                  |                  |                  |                  |                  |  |  |                 |                 |                 |                 |                 |                 |  |  |            |            |            |            |            |            |  |  |            |            |            |            |            |            |
|                  |                  |                  |                  |                  |                  |  |  | 笑福亭生喬      | 笑福亭生喬      | 笑福亭生喬      | 笑福亭生喬      | 笑福亭生喬      | 笑福亭生喬      |  |  | 笑福亭生寿 | 笑福亭生寿 | 笑福亭生寿 | 笑福亭生寿 | 笑福亭生寿 | 笑福亭生寿 |  |  |            |            |            |            |            |            |
|                  |                  |                  |                  |                  |                  |  |  | 笑福亭生喬      | 笑福亭生喬      | 笑福亭生喬      | 笑福亭生喬      | 笑福亭生喬      | 笑福亭生喬      |  |  | 笑福亭生寿 | 笑福亭生寿 | 笑福亭生寿 | 笑福亭生寿 | 笑福亭生寿 | 笑福亭生寿 |  |  |            |            |            |            |            |            |
|                  |                  |                  |                  |                  |                  |  |  | 笑福亭喬楽      |                 |                 |                 |                 |                 |  |  |            |            |            |            |            |            |  |  |            |            |            |            |            |            |
|                  |                  |                  |                  |                  |                  |  |  |                 |                 |                 |                 |                 |                 |  |  |            |            |            |            |            |            |  |  |            |            |            |            |            |            |
|                  |                  |                  |                  |                  |                  |  |  | 笑福亭右喬      |                 |                 |                 |                 |                 |  |  |            |            |            |            |            |            |  |  |            |            |            |            |            |            |
|                  |                  |                  |                  |                  |                  |  |  |                 |                 |                 |                 |                 |                 |  |  |            |            |            |            |            |            |  |  |            |            |            |            |            |            |
|                  |                  |                  |                  |                  |                  |  |  | 笑福亭風喬      |                 |                 |                 |                 |                 |  |  |            |            |            |            |            |            |  |  |            |            |            |            |            |            |
|                  |                  |                  |                  |                  |                  |  |  |                 |                 |                 |                 |                 |                 |  |  |            |            |            |            |            |            |  |  |            |            |            |            |            |            |

## 出演番組
- 鶴三・松枝の歌謡ひる亭（ラジオ関西）
- 鶴三・松枝のサテスタ歌謡フルコース（ラジオ関西）
- 歌うサテスタ ヤぁ ヤぁ ヤぁ!（ラジオ関西）
- 歌謡大全集（朝日放送ラジオ）[1]